# 朗德g因子
在物理学和化学中，朗德{\displaystyle g}因子是阿尔弗雷德·朗德试图解释反常塞曼效应时，于1921年提出的一个无量纲物理量，反映了塞曼效应中磁矩与角动量之间的联系。其定义后来被推广到其它领域，在粒子物理学中常常被简称为{\displaystyle g}因子。

## 塞曼效应
塞曼效应中的朗德{\displaystyle g}因子由下式给出
{\displaystyle g_{J}=1+{\frac {J(J+1)-L(L+1)+S(S+1)}{2J(J+1)}}}
式中{\displaystyle L,S,J}分别是原子能态（光谱支项）的角量子数、自旋量子数和内量子数。

### 导引
朗德假定，当两个角动量{\displaystyle \mathbf {L} \hbar }与{\displaystyle \mathbf {S} \hbar }耦合时，它们的相互作用能由下式给出：
{\displaystyle E_{\text{interaction}}=\Gamma (\mathbf {L} \cdot \mathbf {S} ),\quad \Gamma \,{\text{ constant}}}
令
{\displaystyle \mathbf {J} \hbar =\mathbf {L} \hbar +\mathbf {S} \hbar }
为耦合后的总角动量，则可以证明，在上述形式的相互作用能下，{\displaystyle \mathbf {L} \hbar }与{\displaystyle \mathbf {S} \hbar }将绕向量{\displaystyle \mathbf {J} \hbar }进动。
在外加磁场的作用下，带电粒子的角动量会绕外加磁场的方向进动。在这种情况下，是{\displaystyle \mathbf {J} \hbar }进行进动。朗德采用了一种简化处理的方法，即认为外磁场中的原子的能量仅仅与向量{\displaystyle \mathbf {L} \hbar }与{\displaystyle \mathbf {S} \hbar }的长时间平均值有关，而后者恰好就是它们在{\displaystyle \mathbf {J} \hbar }方向上的投影，即
{\displaystyle (\mathbf {L} )_{\text{av}}={\frac {\mathbf {J} (\mathbf {L} \cdot \mathbf {J} )}{J^{2}}},\quad (\mathbf {S} )_{\text{av}}={\frac {\mathbf {J} (\mathbf {S} \cdot \mathbf {J} )}{J^{2}}}}
随后，朗德进一步假定，角动量{\displaystyle \mathbf {L} \hbar }贡献的磁能由经典的公式给出，并假定{\displaystyle \mathbf {J} \hbar }是量子化的，其沿着磁场方向的分量由磁量子数{\displaystyle M}确定，即
{\displaystyle E_{{\text{magnetic}},L}=-{\boldsymbol {\mu }}\cdot \mathbf {B} =\left({\frac {e}{2m}}(\mathbf {L} )_{\text{av}}\hbar \right)\cdot \mathbf {B} =(\mathbf {L} )_{\text{av}}\cdot \mathbf {B} \mu _{B}={\frac {M(\mathbf {L} \cdot \mathbf {J} )}{J^{2}}}\mu _{B}B}
式中{\displaystyle {\boldsymbol {\mu }}}是磁矩，而{\displaystyle \mu _{B}}為波耳磁子。类似地，朗德写出了角动量{\displaystyle \mathbf {S} \hbar }带来的能量贡献，但他发现为了与实验结果相一致，需要加上额外的因子2。当时朗德并不清楚为什么，现在我们知道这就是电子的自旋{\displaystyle g}因子。即：
{\displaystyle E_{{\text{magnetic}},S}={\frac {M(\mathbf {S} \cdot \mathbf {J} )}{J^{2}}}2\mu _{B}B}
将上面结果加起来，朗德得到下列的表达式，并引入符号{\displaystyle g}，这就是朗德{\displaystyle g}因子的最早来源：
{\displaystyle E_{\text{magnetic}}={\frac {M[(\mathbf {L} +2\mathbf {S} )\cdot \mathbf {J} ]}{J^{2}}}\mu _{B}B=gM\mu _{B}B}
利用关系式{\displaystyle \mathbf {L} }+{\displaystyle 2\mathbf {S} }={\displaystyle \mathbf {J} }+{\displaystyle \mathbf {S} }，朗德得到：
{\displaystyle g={\frac {(\mathbf {L} +2\mathbf {S} )\cdot \mathbf {J} }{J^{2}}}=1+{\frac {\mathbf {S} \cdot \mathbf {J} }{J^{2}}}=1+{\frac {J^{2}-L^{2}+S^{2}}{2J^{2}}}}
但是，朗德发现，为了与实验结果相符，这一表达式需要修改为下式，当时朗德并不清楚原因。现在来看，只要将上面的角动量矢量都作为算符来处理，然后将对应的角动量平方算符用其本征值取代，得出这个结果是很自然的。
{\displaystyle g=1+{\frac {J(J+1)-L(L+1)+S(S+1)}{2J(J+1)}}}

### 推广
从上面的导引可见，定义朗德{\displaystyle g}因子的式子是
{\displaystyle E_{\text{magnetic}}=gM\mu _{B}B}
上式可以等价地表述为：
{\displaystyle {\boldsymbol {\mu }}_{J}=g{\frac {e}{2m}}\mathbf {J} }
很自然的推广是将两边的{\displaystyle J}同时换成{\displaystyle L,S}等，并对不同的粒子将{\displaystyle m}换成对应粒子的质量。这就是现在广泛使用的朗德{\displaystyle g}因子。

## 粒子物理学
粒子物理学中的{\displaystyle g}因子是自旋{\displaystyle g}因子，根据自旋角动量和自旋磁矩按照上面的形式定义。

### 电子
上面的导引已经给出了电子自旋{\displaystyle g}因子的定义。在实际使用中，它的符号有两种取法，用不同的符号表记：
{\displaystyle g_{\rm {e}}\approx -2.002319,g_{S}=|g_{\rm {e}}|=-g_{\rm {e}}}

#### 歷史沿革
歷史上，它的理論值有過變動：
- 在非相對論量子力學理論下考慮自旋-軌道作用時，等效地說，{\displaystyle g_{s}}為1。
  - 若再額外考慮狹義相對論時間展長效應下的湯瑪斯進動修正（1927年），{\displaystyle g_{s}}變為2，方合乎當代實驗觀測值。
- 在相對論量子力學，也就是指保羅·狄拉克所提出的理論（1928年），{\displaystyle g_{s}}恰恰為2；並不如前者採外加修正的方法，是具有一致性的理論可導出的自然結果。
- 在量子電動力學（QED）中，因為電子與真空能量的電磁漲落交互作用，可表為單環費曼圖，提出QED的朱利安·施温格等人（1947年）所得的{\displaystyle g_{s}}理論值为{\displaystyle \left(2+{\frac {\alpha }{2\pi }}+O(\alpha ^{2})\right)\approx 2.002\ 319\ 304\ 402}[7]；α目前被視為是自然常數之一，其值約為{\displaystyle {\frac {1}{137.035\ 999\ 11(46)}}}。

威利斯·蘭姆等人實驗觀測到的蘭姆位移效應，所得{\displaystyle g_{s}}觀測值为{\displaystyle 2.002\ 319\ 304\ 376\ 8(86)}，與理論相符精準度達小數點下第9位，展現出量子電動力學等現代物理理論所能達到的驚人精準預測程度。

### 其它粒子
一些粒子的朗德{\displaystyle g}因子列表如下：
| 粒子 | 朗德{\displaystyle g}因子 | Δg                   |
| ---- | ------------------------- | -------------------- |
| 电子 | -2.002 319 304 361 53     | 0.000 000 000 000 53 |
| 中子 | -3.826 085 45             | 0.000 000 90         |
| 质子 | 5.585 694 713             | 0.000 000 046        |
| μ子  | -2.002 331 8418           | 0.000 000 0013       |